# 숭렬전
숭렬전(崇烈殿)은 대한민국 경기도 광주시 남한산성면, 남한산성 내에 있는, 백제의 시조인 온조왕(BC 18 ~ AD 28)과 1624년(인조 2년) 남한산성 축성 당시 책임자였던 수어사 이서(1580년 ~ 1637년)의 위패를 모신 사당이다. 1972년 5월 4일 경기도의 유형문화재 제2호로 지정되었다.
이 건물은 백제의 시조 온조왕의 위패를 봉안하고 제사를 드리던 사당이다. 조선 인조 16년에 온조왕사로 건립했다. 이후 남한산성을 수축하고 병자호란 때 싸우다 죽은 수어사 이서를 함께 배향하였다. 1795년 정조 19년에 왕이 사액하여 숭렬전으로 그 이름을 바꾸었다. 성곽의 북서쪽 산 능선 아래 남향으로 지어진 작은 건물이다. 담장안에 근래에 새로 복원한 강당과 그 북쪽에 담장으로 막아 구성한 사당구역으로 이루어져 있다.

## 개요
조선 인조 16년(1638)에 지은 사당으로 백제의 시조인 온조왕을 모시고 있다. 뒷날 남한산성을 쌓을 당시 총책임자였고 병자호란(1636) 때 싸우다 죽은 이서의 위패를 함께 모셨다. 원래 건물 이름은 ‘온조왕사’였으나 정조 19년(1795)에 왕이 ‘숭렬’이라는 현판을 내려 숭렬전으로 이름을 바꾸었다.
앞면 3칸·옆면 2칸 규모로 지붕은 옆면에서 볼 때 사람 인(人)자 모양인 맞배지붕으로 꾸몄다.
전하는 말에 따르면 정조대왕의 꿈에 온조왕이 나타나 정조의 인품과 성업을 칭찬하면서 혼자 있기가 쓸쓸하니 죽은 사람 중에서 명망있는 신하를 같이 있게 해달라고 하였다. 이에 정조는 남한산성을 쌓은 공로자인 이서를 같이 모시게 했다고 한다.

## 사당
사당은 1464년(세조 10년) 충청남도 천안에 있었으나 임진왜란(1592년~1598년)때 화재로 소실됐고, 이후 1638년(인조 16년) 온조왕사를 남한산성에 건립했다. 1795년(정조 19년) 왕이 ‘崇烈(숭렬)’이라는 현판을 내려 숭렬전으로 이름을 바꿨다. 제사는 음력 9월5일에 지내고 있으며, 제례형식은 조선시대 국조오례의(國朝五禮儀)의 규정에 따라 중간 규모의 제례 형식을 그대로 계승하고 있다.

## 건물 배치
건물배치는 현재 사당·전사청·내문·강당·외삼문·홍살문으로 구성돼 있다. 본전인 숭렬전은 백제 시조 온조왕의 신위를 모신 건물이다. 정면 3칸, 측면 2칸의 규모를 가진 초익공 형식의 건물로 겹처마의 맞배지붕으로 돼있다. 부전(동재)은 본전 아래 동측에 위치하고 있으며, 남한산성 축성 당시 책임자였던 이서의 신위를 모신 건물이다. 전사청(서재)은 부전 맞은편에 위치하고 있으며, 의례 및 제사 준비하기 위한 건물이다. 두 건물은 각각 정면 3칸, 측면 2칸의 규모를 가진 홑처마의 맞배지붕으로 양 측면은 화방벽으로 돼있다. 이외에도 내문, 강당(1998년 복원), 솟을삼문 형식의 외삼문, 숭렬전 진입로에 설치된 홍살문이 있다. 현재 숭렬전은 2014년 유네스코 세계유산으로 등재된 남한산성의 민속경관의 주요 요소로 포함돼 있다.

## 건립 신화
인조가 남한산성으로 옮겨와 청나라 군사와 맞서 싸울 때였다. 그날도 인조는 밤이 깊도록 청나라 군사 와 대치하면서 우리 군사들을 돌보다가 몹시 피곤하여 깜박 잠이 들었다. 그런데 꿈에 웬 사람이 나타나 "적이 높은 사다리를 타고 북쪽 성을 오르는데 어째서 막지 않는가" 라고 호통을 치는 것이었다. 난데없는 사람의 출현에 놀란 인조가 누구냐고 물었더니, "나는 성주 온조대왕이다"라고 말하는 것이 었다. 이에 놀라 잠에서 깨어난 인조는 꿈에서 들은 대로 즉시 북쪽 성 근처를 살펴보게 했다. 그랬더니 과연 꿈속에서의 예시와 같이 청나라 군사가 북쪽 성벽을 오르는 것이었다. 인조는 즉시 군사들에게 명령을 내려 몰래 성벽을 오르던 청나라 군을 물리쳤다는 이야기다. 이렇게 온조대왕의 은혜를 입은 인조는 병자호란이 끝나 서울로 돌아온 이후, 남한산성에 온조대왕의 사당을 짓고 봄·가을로 정성껏 제사를 올렸다. 인조가 제사를 지낸지 며칠 안 되어 온조대왕이 다시 꿈에 나타났다. 그리고 "대왕이 내 사당을 지으시니 진실로 감사하오. 그러나 혼자 있기 몹시 외로우니 대왕의 신하 중에서 명망 있는 신하 한 사람을 나에게 보내주시오"라고 말했다. 아침에 잠에서 깐 인조는 이 꿈을 이상하게 여겼다. 그런데 뜻 밖에도 간밤에 남한산성의 총융사로 성을 쌓는데 공을 세운 이서가 죽었다는 소식이 전해졌다. 이에 인조는 우연한 일이 아니라 여기고, 이서를 온조대왕 묘에 함께 모시도록 했다. 온조대왕이 이서를 선택해 데려간 것이라 여긴 것이다.

## 제향
숭렬전에서는 매년 봄, 가을(음력 9.5, 양력 10.15)에 제향을 올리고 있다. 봄에는 하남시에서, 가을에는 광주시에서 문화원을 통해 지원(300만원)을 하고 있으며 진행은 각 유도회에서 맡고 있다. 유도회는 광주향교의 회원 50여명이 주축을 이루고 있는데 하남과 광주시의 행정구역 분할로 광주유도회와 하남유도회가 분리되어 있다. 2008년 4월 21일 광주시의 향토유적(무형문화유적) 제1호로 지정되었다.

## 관리단체
(재)경기문화재단에서 관리하여 왔으나, 2016년 12월 20일부터 경기도지사로 변경되었다.

## 같이 보기
- 남한산성

## 참고 자료
- 숭렬전 - 국가유산청 국가유산포털